# KY어

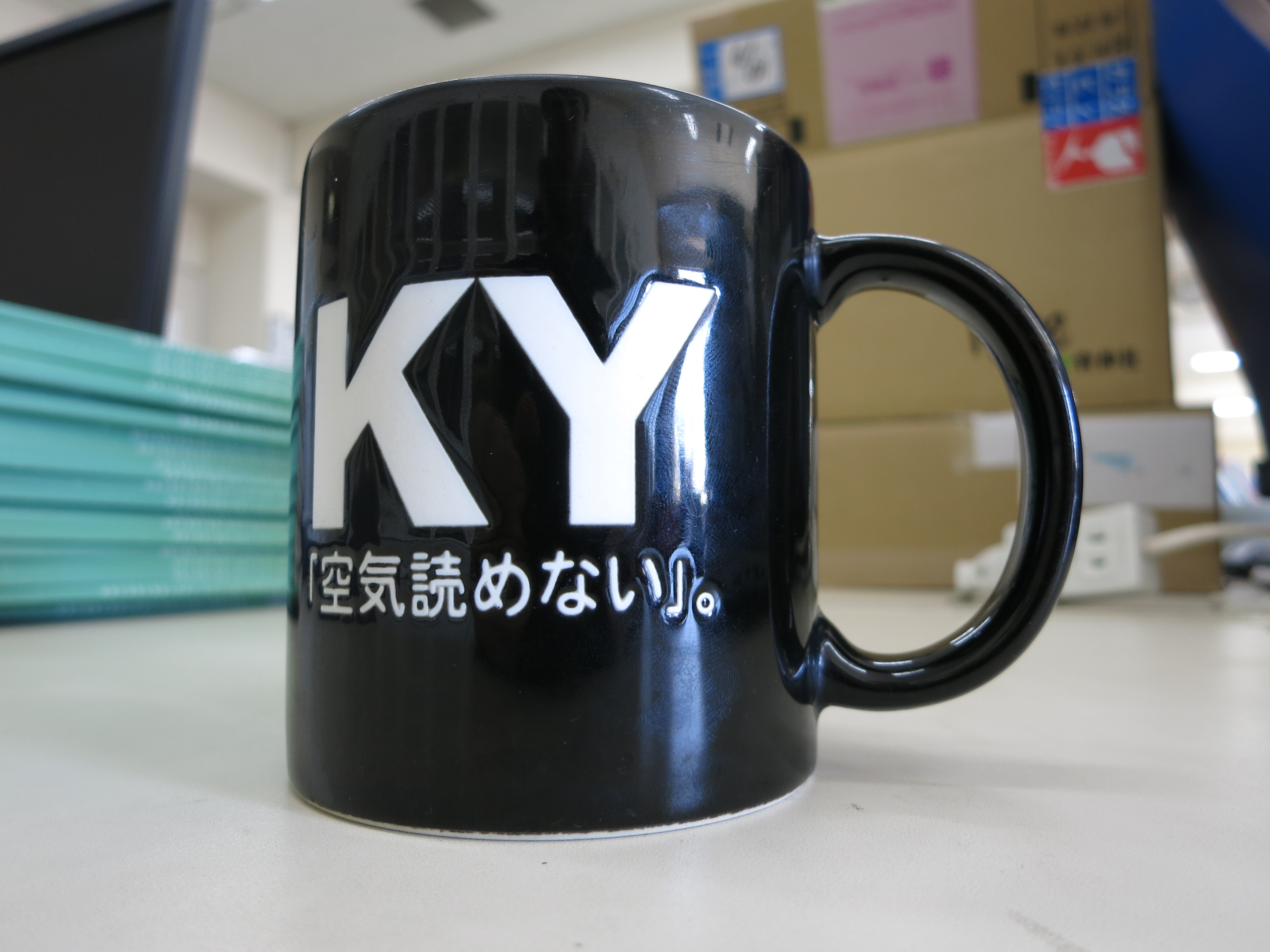
KY와 공기를 읽을 수 없다(空気が読めない)라고 적혀 있는 머그컵

KY어(일본어: KY語 케와이고[*]) 또는 KY식 일본어(KY式日本語)는 일본어의 문장을 줄여서 각 단어의 첫 영문 · 숫자를 조합 한 약자이다. 이렇게 쓰이는 대표적인 KY는 2007년 신어·유행어 대상에 등록되는 등 큰 주목을 받았다. 어원으로 사용되는 KY의 의미는 공기를 읽어(空気を読めよ) 또는 공기를 읽을 수 없는 놈(空気が読めない奴)의 머리 글자이며, 분위기 파악을 하지 못하는 사람에게 말하는 것이다. 본래는 인터넷 게시판에서 사용되는 단어였지만, 일상 대화에도 쓰이게 되었다.